# Urząd Hürup
Urząd Hürup (niem. Amt Hürup) – urząd w Niemczech w kraju związkowym Szlezwik-Holsztyn, w powiecie Schleswig-Flensburg. Siedziba urzędu znajduje się w miejscowości Hürup.
W skład urzędu wchodzi pięć gmin:
1. Ausacker
2. Freienwill
3. Großsolt
4. Hürup
5. Husby

1 marca 2023 gminy Maasbüll i Tastrup zostały przyłączone do gminy Hürup, stając się jej dzielnicami (Orsteil).